# 河底镇 (洛宁县)
河底镇，是中华人民共和国河南省洛陽市洛宁县下辖的一个乡镇级行政单位。

## 行政区划
河底镇下辖以下地区：
河底村、席洼村、杨岔村、茶房村、城村、范店村、南河村、程岭村、元村、新生村、上营村、下营村、冯岭村、段庄村、牛京村、前屯村、中村、后坡村、杨坡村、牛头村、刀环村、南村、郭头村、西原村、地坪村、城头村、河西村、夹沟村、窑头村、牛曲村、元岗村、大明村、麻延村、刘沟村和杨坟村。

## 中国传统村落
2013年8月，城村被评为第二批中国传统村落。